# 大阪府都市整備部
大阪府都市整備部（おおさかふとしせいびぶ）は、大阪府組織条例により大阪府に置かれる知事部局の一つ。かつては大阪府土木部という名称だったが2006年 (平成18年) 4月に現在の名称となった。

## 分掌事務
- 道路、河川その他の土木に関する事項
- 住宅及び建築に関する事項[2]

## 組織
- 部長
- 都市整備総務課
- 事業調整室 ［ 事業企画課 ／ 技術管理課 ／ 都市防災課 ］
- 道路室 ［ 道路整備課 ／ 道路環境課 ］
- 交通戦略室 ［ 交通計画課 ／ 鉄道推進課 ］
- 河川室 ［ 河川整備課 ／ 河川環境課 ］
- 下水道室 ［ 経営企画課 ／ 事業課 ］
- 公園課
- 用地課
- 住宅建築局居住企画課
- 住宅建築局建築環境課
- 住宅建築局建築指導室 ［ 審査指導課 ／ 建築安全課 ／ 建築振興課 ］
- 住宅建築局住宅経営室 ［ 経営管理課 ／ 住宅整備課 ／ 施設保全課 ］
- 住宅建築局公共建築室 ［ 計画課 ／ 一般建築課 ／ 住宅建築課 ／ 設備課 ］

## 出先機関
- 池田土木事務所
- 茨木土木事務所
- 枚方土木事務所
- 八尾土木事務所
- 富田林土木事務所
- 鳳土木事務所
- 岸和田土木事務所
- 西大阪治水事務所
- 寝屋川水系改修工営所
- 北部流域下水道事務所 ／ 東部流域下水道事務所 ／ 南部流域下水道事務所
- 安威川ダム建設事務所
- モノレール建設事務所[3]

## 所管道路

### 一般国道
- 166号, 168号, 170号 , 173号 , 176号 , 307号 , 308号 , 309号 , 310号 , 371号 , 423号 , 477号 , 479号 , 480号 , 481号[4]

### 府道
※ただし大阪市、堺市通過部分については各市が所管している。